# Fijina
Fijina is een geslacht van rechtvleugeligen uit de familie krekels (Gryllidae). De wetenschappelijke naam van dit geslacht is voor het eerst geldig gepubliceerd in 1988 door Otte.

## Soorten
Het geslacht Fijina omvat de volgende soorten:
- Fijina savu Otte, 1988
- Fijina viti Otte, 1988